# Synagoge (Genua)

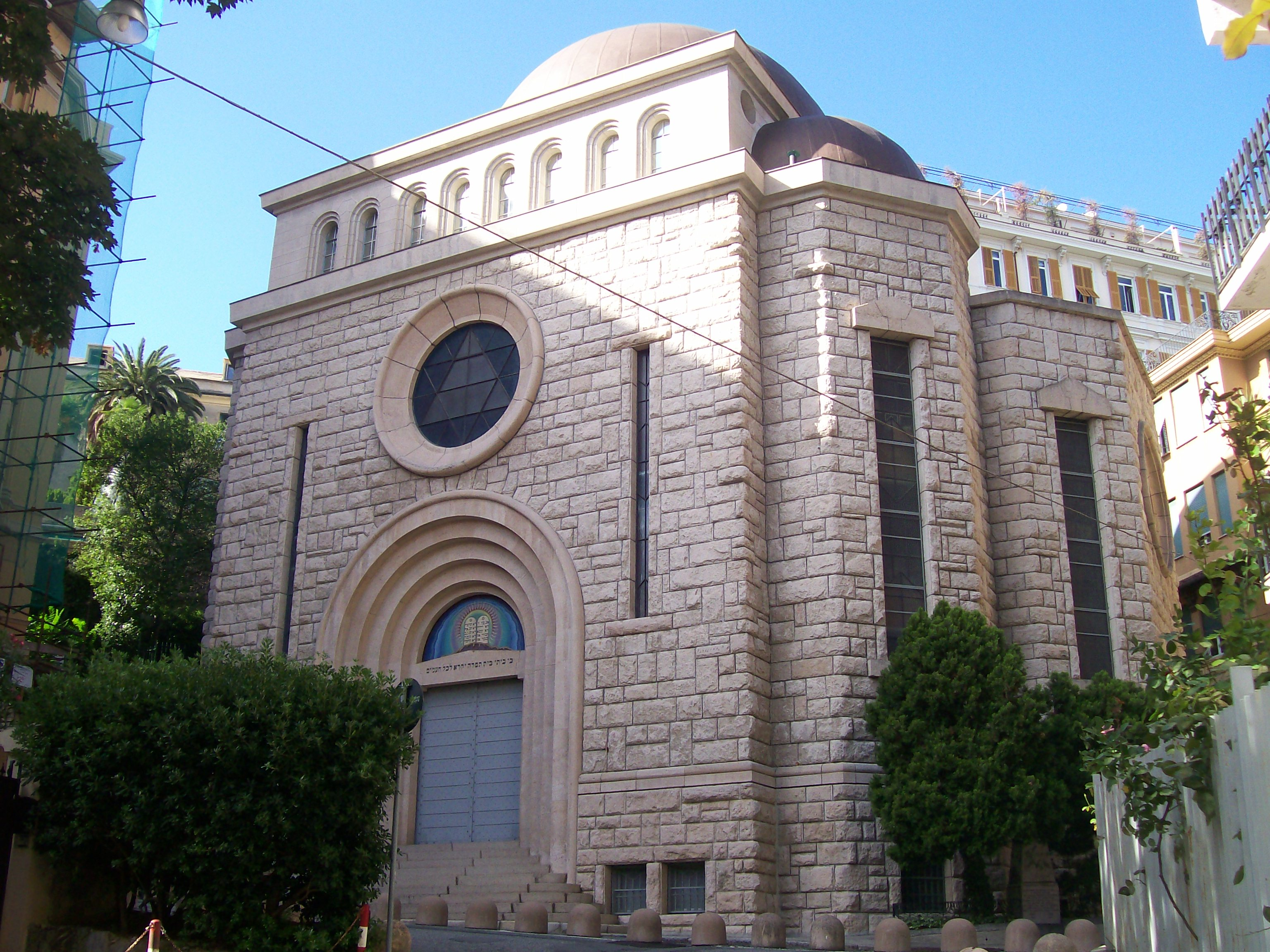
Synagoge in Genua

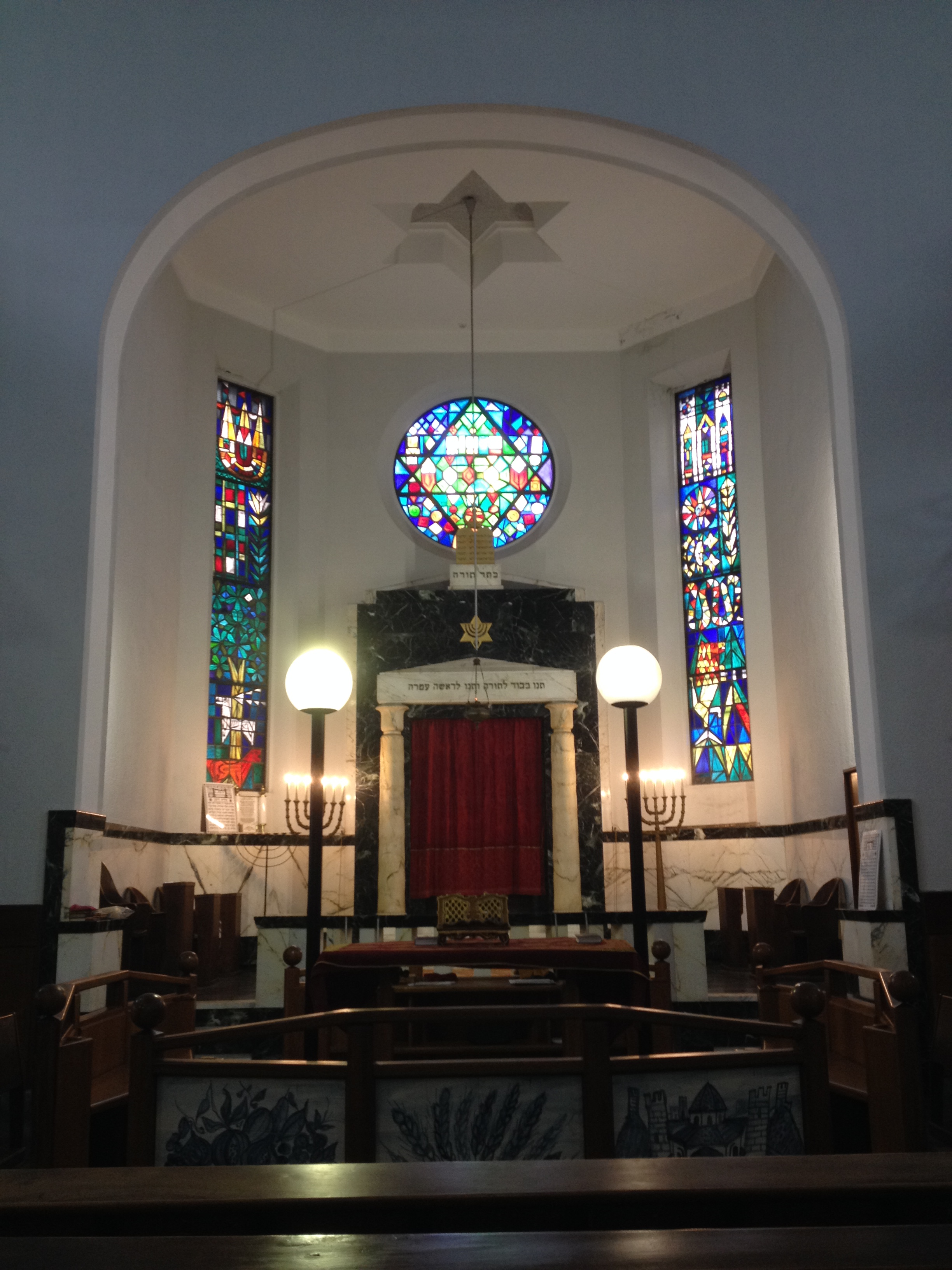
Innenansicht

Die Synagoge in Genua, der Hauptstadt der italienischen Region Ligurien, wurde 1934/35 errichtet. Die Synagoge im Stil des Eklektizismus steht in der  Via Giovanni Bertora Nr. 6.

## Architektur
Die Synagoge aus Stahlbeton mit Steinverkleidung wurde nach Plänen des Architekten Francesco Morandi erbaut. Das Gebäude wird von einer zentralen Kuppel überragt.

## Zweiter Weltkrieg
Am 3. November 1943 stürmten SS-Männer die Synagoge und zwangen den Kustos (sie nahmen seine Kinder als Geiseln), die Gemeinde zu einer Versammlung zusammenzurufen. Die circa 50 eintreffenden Gemeindemitglieder wurden sofort verhaftet und anschließend ins KZ Auschwitz deportiert, wo sie ermordet wurden.

## Museum
Im Obergeschoss der Synagoge wurde im Jahr 2004 ein Jüdisches Museum eingerichtet, als Genua Kulturhauptstadt Europas wurde.